# FiB-juristerna
FiB-juristerna är en förening som arbetar under tre paroller:
- Försvar för yttrande- och tryckfriheten
- Juridisk hjälp – för folkets rättigheter
- Antiimperialism

Föreningen är partipolitiskt oberoende och det som förenar medlemmarna är de tre parollerna vilket innebär att man kan ha olika uppfattningar om frågor som EU, välfärdsfrågor, ideologi till höger eller till vänster, med mera.
Föreningen knyter an till den svenska folkrörelsetraditionen som bygger på medborgarnas egna insatser och föreningen tar därför inte emot statligt stöd.

## Verksamhet
FiB-juristerna verkar för ett försvar av yttrandefriheten även om det gäller en Åke Greens, Faurrisons eller Ahmed Ramis yttrandefrihet. Föreningen hävdar rätten att uttrycka politiska åsikter i tal och skrift och också genom märken eller knappar, men ansluter sig till Tage Erlanders syn på att bärandet av uniformer vid politiska möten och demonstrationer inte är tillåten (uniformsförbudet). Föreningen är aktiv mot imperialism oavsett om det som förr gällde Sovjetunionens eller som idag USA:s.
FiB-juristerna var drivande mot 1973 års förslag om grundlagsändring med bland annat den debattartikel i Dagens Nyheter januari 1973 av FiB-juristerna Ingemar Folke och Jan Sandegren som drog igång den landsomfattande debatten om Grundlagsberedningen. Debatten bidrog till att den slutgiltiga formuleringen i Regeringsformen begränsade riksdagens möjligheter till inskränkningar av grundläggande fri- och rättigheter genom enkelt riksdagsbeslut.
FIB-juristerna bedrev under 1970- och 80-talet en gratis juridisk rådgivningsverksamhet riktad till allmänheten med inriktning enligt föreningens paroller. De senaste 10 åren har FiB-juristen Ingemar Folke svarat på läsarfrågor i tidningen Folket i Bild/Kulturfront.
Föreningen har sedan sitt bildande haft försvaret av yttrande- och tryckfrihet som en av sina huvudfrågor, främst försvaret av den svenska Tryckfrihetsförordningen (TF). Föreningen tog 2008 initiativ till ett upprop till försvar för TF som publicerades i Svenska Dagbladet och 2009 utgavs antologin Till tryckfrihetens försvar – en ögnasten i ett fritt rike (Studentlitteratur) under redaktörskap av Anders R Olsson och Lars-Gunnar Liljestrand.
FiB-juristerna engagerade sig under 1980- och 90-talet för Sveriges territoriella suveränitet och hävdat att försvaret skulle använda alla till buds stående medel mot kränkande ubåtar oavsett deras nationalitet. Inför folkomröstningen om svenskt EU-medlemskap lyfte föreningen fram vikten av att bevara den svenska traditionen om yttrande- och tryckfrihet samt gav ut den första svenska översättningen av EU:s nya fördrag i boken om Maastrichtfördraget Europeiska unionens lagar (Hägglunds förlag 1994).
Föreningen har tagit ställning för staters nationella oberoende mot stormakter och för upprätthållandet av FN-stadgans våldsförbud (artikel 2). Föreningen verkade mot USA:s krig i Vietnam och Sovjetunionens ockupation av Afghanistan 1980–1989. 
Under Balkankrigen (jugoslaviska krigen) 1990–2000 verkade föreningen mot stormaktsinblandning och mot NATO:s bombkrig 1999 genom föredrag och artiklar. Under Kuwaitkriget 1990–1991 samt Irakkriget 2003–2011 hävdade föreningen folkrättens principer mot de USA-ledda koalitionernas krig och månaden innan angreppet mot Irak år 2003 tog föreningen initiativet till ett brett upprop mot en hotande attack som publicerades på DN Debatt (februari 2003) och bidrog till opinionen mot kriget. 
Den USA-ledda invasionen av Afghanistan 2001 kritiserades av föreningen främst vad gäller USA:s tolkning av självförsvarsrätten (enligt artikel 51 i FN-stadgan) efter attackerna den 11 september samma år. 
Föreningen har engagerat sig mot NATO-interventionen i Libyen 2011 utifrån FN-stadgans våldsförbud och deltagit i opinionsbildningen mot utländsk intervention i det syriska inbördeskriget.
FiB-juristerna gav ut Tidskrift för Folkets Rättigheter med fyra nummer per år under åren 1974–2007. Redaktör var Erik Göthe. Från 2008-2018 publicerades tidskriften enbart på internet, med Göthe som redaktör, och de flesta artiklar som publicerats fram till 2007 kunde läsas på webbplatsen. Webbplatsen löpte ut 2020 och förnyades inte. Tidskriften är således nedlagd.
Ordförande är sedan 1998 Lars-Gunnar Liljestrand.
Föreningens arkiv för åren 1973–2009 finns på Arbetarrörelsens Arkiv.

## Bokutgivning (urval)
FiB-juristerna har gett ut flera publikationer bland annat i samarbete med Ordfront, Folket i Bild Kulturfront och Hägglunds förlag. Många är böcker för fördjupning i rättsliga frågor för allmänheten, utgivna i serien Våra Rättigheter:
- 1973 – Fri- och rättigheter - om ej annat stadgas i lag - om förslaget till ny svensk grundlag. Första delen. Ordfront.
- 1973 – Grundlagfäst fri- och rättigheterna! - om förslaget till ny svensk grundlag. Andra delen.
- 1975 – Om hotet mot tryckfriheten - IB-affären och tryckfrihetsförordningen inför massmedieutredningen. FiB- juristerna
- 1975 -- Anställningstrygghet? Våra rättigheter 2 Kurt Junesjö  FIB-Juristerna/Ordfront.
- 1976 – Försvara Tryckfrihetsförordningen. Ingemar Folke, Greta Hofsten och Christer Hellmark. FiB- juristerna.
- 1976 – Tryckfrihetens vänner finns överallt. Anders Björnsson. Ordfront.
- 1976 – Medbestämmandelagen - en antistrejklag. Ordfront.
- 1976 – Handbok för hyresgäster. Staffan Rylander. Ordfront.
- 1977 – Fronten för yttrandefriheten. Ordfront.
- 1977 – Tryckfrihetens vänner finns överallt! - opinionen för tryckfrihetsförordningen 1975-76. Folket i Bild/Kulturfront.
- 1978 – Rätten att kritisera överheten. Christer Hellmark. Ordfront/Arkivet för folkets historia.
- 1981 – Har freden en chans? Suveränitet och aggression. Studiematerial i freds- och försvarsfrågan. Folket i Bild/Kulturfront.
- 1987 – Med alla till buds stående medel. En antologi om ubåtshotet och trovärdigheten hos vårt försvar. Redigerad av Ingemar Folke och Lars Hansson. Prisma.
- 1992 – Folkrätt och stormaktspolitik. Redaktör Erik Göthe. Hägglunds förlag.
- 1994 – Europeiska unionens lagar. Redaktör Erik Göthe. Hägglunds förlag i samarbete med FiB-juristerna.
- 2009 – Till tryckfrihetens försvar – en ögnasten i ett fritt rike. Redaktörer: Anders R. Olsson och Lars-Gunnar Liljestrand. Studentlitteratur.
- 2012 – Rätten att kritisera överheten. Christer Hellmark och Ingemar Folke. Leopard förlag. (reviderad nyutgåva).
- 2013 – Lagen mot krig – om FN-stadgans våldsförbud och aggressionskrigen.  Rolf Andersson, Mats Björkenfeldt, Per Boström och Lars-Gunnar Liljestrand. Celanders förlag.